# إي كاش
إي كاش (بالإنجليزية: Ecash) صممها ديفيد تشوم كنقود إلكترونية مجهولة المصدر أو ما تسمى حالياً عملة معماة أو نظام نقدي إلكتروني في عام 1983، تم تحقيق ذلك من خلال شركته ديجيكاش واستخدمها كنظام دفع مصغر في أحد البنوك الأمريكية من 1995 إلى 1998.

## التصميم
نشر تشوم فكرة النقود الإلكترونية المجهولة في ورقة بحثية صدرت عام 1983؛ قام برنامج إي كاش (eCash) الموجود على الكمبيوتر المحلي للمستخدم بتخزين الأموال في تنسيق رقمي، موقّع بشكل مشفر من قبل البنك. يمكن للمستخدم إنفاق الأموال الرقمية في أي متجر يقبل برنامج إي كاش دون الحاجة إلى فتح حساب مع البائع أولاً، أو إرسال أرقام بطاقات الائتمان.
تم ضمان الأمن من خلال أنظمة التوقيع الرقمي للمفتاح العام، حققت التوقيعات العمياء خوارزمية آر إس إيه عدم إمكانية الربط بين معاملات السحب والإنفاق، اعتمادًا على معاملات الدفع، يميز المرء بين النقد الإلكتروني عبر الإنترنت وخارج الخط:
- إذا كان على المستفيد الاتصال بطرف ثالث (مثل، البنك أو شركة بطاقة الائتمان التي تعمل كمستحوذ) قبل قبول الدفع، يسمى النظام نظام على الإنترنت.[2]
- في عام 1990 اقترح تشوم مع موني ناور أول نظام نقدي إلكتروني غير متصل بالإنترنت، والذي كان يعتمد أيضًا على التوقيعات العمياء.[3]

## التاريخ
بدأ تشوم شركة ديجيكاش في عام 1989 مع «إي كاش» كعلامة تجارية لها، جمع 10 ملايين دولار من ديفيد ماركوارت وبحلول عام 1997 كان نيكولاس نيغروبونتي رئيسًا لها. وفي الولايات المتحدة نفذ بنك واحد فقط — بنك مارك توين في سانت لويس، ميزوري — إي كاش واختبرهُ كنظام دفع متناهي الصغر. وعلى غرار بطاقات الائتمان، كان النظام مجانيًا للمشترين، بينما يدفع التجار رسوم المعاملات.
بعد تجربة مدتها ثلاث سنوات اشترك فيها 5000 عميل فقط، تم حل النظام في عام 1998، بعد عام واحد من شراء البنك من قبل البنك التجاري، وهو مُصدر كبير لبطاقات الائتمان. قال ديفيد تشوم حينها: «مع نمو الويب، انخفض متوسط مستوى تعقيد المستخدمين، كان من الصعب شرح أهمية الخصوصية لهم». أفلست ديجيكاش في عام 1998 على الرغم من ازدهار التجارة الإلكترونية. تم بيعها لشركة إي كاش للتكنولوجيات.
في عام 2002 استحوذت إنفو سبيس (المعروفة حاليًا باسم بلوكورا) على إي كاش للتكنولوجيات، اعتبارًا من عام 2015 يُستخدم مصطلح eCash للإشارة إلى النقد الرقمي الذي يمكن تخزينه على بطاقة حساسة إلكترونيًا بما في ذلك بوابات الدفع عبر الإنترنت أو البديلة وتطبيقات الهاتف المحمول.

## أنظر أيضا
- التجارة الإلكترونية

## المؤلفات
- Schneier, Bruce. Applied Cryptography, Second Edition, John Wiley & Sons, 1996. (ردمك 0-471-11709-9)النظام القياسي الدولي لترقيم الكتب 0-471-11709-9 (Chapter 6.4)
- Richard A. Mollin: RSA and Public-key Cryptography. p. 143-148. 2002, (ردمك 1-58488-338-3), (ردمك 978-1-58488-338-8).
- Goldwasser, S. and Bellare, M. "Lecture Notes on Cryptography". Summer course on cryptography, MIT, 1996-2001. pp. 233.